# Le Plessis-l'Évêque
Le Plessis-l'Évêque è un comune francese di 250 abitanti situato nel dipartimento di Senna e Marna nella regione dell'Île-de-France.

## Società

### Evoluzione demografica
Abitanti censiti